# Florence Foster Jenkinsová
Florence Foster Jenkinsová (rozená Narcissa Florence Foster; 19. července 1868 Wilkes-Barre, Pensylvánie – 26. listopadu 1944, New York) byla americká celebrita a amatérská sopranistka, známá svými okázalými kostýmy a velmi chabými pěveckými schopnostmi. Stephen Pile, autor knihy The Book of Heroic Failures (přeložitelné jako Kniha hrdinských selhání), ji označil za „nejhorší operní pěvkyni na světě“ a k její osobě uvedl: „Nikomu před ní ani poté se nepodařilo v takové úplnosti osvobodit od okovů notového zápisu.“
Pro svou technickou nezpůsobilost a současnou zřejmou absenci soudnosti se stala legendární osobností newyorské hudební scény 20. až 40. let 20. století. Těšila se blahosklonné přízni celebrit jako Cole Porter, Gian Carlo Menotti, Lily Ponsová, Thomas Beecham a další. Proslulý pěvec Enrico Caruso uvedl, že na ni „pohlížel s náklonností a úctou”.
Básník William Meredith napsal, že recitál Florence Foster Jenkinsové „nikdy nebyl úplně estetickým zážitkem, snad jedině do té míry, jaký estetický zážitek by mohl zajistit raný křesťan v obklíčení lvů; bylo to hlavně utrpení a madam Jenkinsová byla nakonec vždy snědena.“

## Osobní život a raná kariéra
Narcissa Florence Fosterová se narodila 19. července 1868 ve Wilkes-Barre v Pensylvánii jako dcera Charlese Dorrance Fostera (1836–1909), právníka z rodiny bohatých pensylvánských velkostatkářů, a Mary Jane Hoagland Fosterové (1851–1930). Jediným jejím sourozencem byla mladší sestra Lillian, která v roce 1883 jako osmiletá zemřela na záškrt. 
Fosterová uvedla, že její celoživotní vášeň pro veřejné vystupování začala v jejích sedmi letech.  Byla talentovanou pianistkou, vystupovala na společenských večírcích jako „Little Miss Foster“ a během prezidentství Rutherforda B. Hayese uskutečnila svůj recitál v Bílém domě. Po maturitě byla zmařena její naděje na studium hudby v Evropě, neboť její otec odmítl dát souhlas a studijní pobyt financovat. V roce 1885, ve věku 17 let, Florence utekla s Frankem Thorntonem Jenkinsem, o 16 let starším lékařem, do Philadelphie, kde se vzali. Následujícího roku, když zjistila, že se od manžela nakazila syfilidou, vztah s ním ukončila a údajně o něm už nikdy nemluvila. V pozdějších letech tvrdila, že 24. března 1902 získala potvrzení o rozvodu, ačkoli o takovém rozhodnutí nebyly nalezeny žádné doklady. Po zbytek života si ponechala příjmení Jenkinsová.
Když zranění ruky ukončilo její pianistické ambice, ve Philadelphii zprvu vyučovala hru na klavír a kolem roku 1900 se přestěhovala se svou matkou do New Yorku. V roce 1909 Jenkinsová jako čerstvá čtyřicátnice potkala 33letého britského herce jménem St. Clair Bayfield a zahájila s ním poměrně volně vymezené soužití, které pokračovalo po celý zbytek jejího života. Později téhož roku zemřel její otec a Jenkinsová se stala beneficientkou značného majetkového svěřenství. Rozhodla se pro pěveckou kariéru, a to s Bayfieldem v roli svého manažera. Začala brát pěvecké lekce a vstupem do desítek společenských klubů se zapojila mezi newyorskou smetánku. Jako „hudební ředitelka“ mnoha z těchto organizací začala pořádat velkolepé živé obrazy – v té době oblíbenou kratochvíli vyšších společenských kruhů. Jenkinsová se pokaždé zhostila hlavní postavy závěrečného obrazu, a to v propracovaném kostýmu podle vlastního návrhu. Hojně publikovanou se stala fotografie, na níž Jenkinsová pózuje v kostýmu doplněném andělskými křídly a která pochází z živého obrazu inspirovaného malbou Stephen Foster a Anděl inspirace od Howarda Chandlera Christyho.
V roce 1912 Jenkinsová jako 44letá začala pořádat soukromé pěvecké recitály. V roce 1917 se stala zakladatelkou a „předsedající sopránovou hostitelkou“ své vlastní společenské organizace – Verdiho klubu (Verdi Club) – která se věnovala „pěstování vášně a podpory pro velkou operu v anglickém jazyce“. Počet jejího členstva rychle přesáhl 400 a čestnými členy byli třeba i Enrico Caruso či Geraldine Farrar. Když v roce 1930 zemřela její matka, Jenkinsová dostala k dispozici další finanční zdroje k rozšiřování a vylepšování své pěvecké kariéry.

## Pěvecká kariéra
Podle publikovaných recenzí a dalších soudobých zpráv Jenkinsová svou uznávanou znalost hry na klavír příliš nedokázala proměnit v pěvecké oblasti. Soudě i podle nahrávek měla značné potíže s takovými hlasovými dovednostmi jako poloha tónu, rytmus či intonace a frázování. V nahrávkách je dále slyšet, že se doprovázející pianista Cosmé McMoon snaží přizpůsobit jejím neustálým a nepředvídatelným změnám tempa a rytmickým chybám, pro zamaskování její nepřesné intonace však mohl udělat jen pramálo. Byla soustavně „plochá“, někdy opravdu povážlivě. Podobně nedostatečná byla i její dikce, zejména u textů v cizích jazycích.
Obtížné operní árie, které si Jenkinsová vybírala k přednesu – vesměs značně mimo její technické schopnosti i hlasový rozsah – tyto nedostatky jedině zvýraznily. „Dokonce ani z pedagogického hlediska se to nedá vysvětlit,“ uvedl hlasový instruktor Bill Schuman. „Je obdivuhodné, že se vůbec pokouší zpívat takovou hudbu.“ Operní impresário Ira Siff, který ji nazval „Anticallas“, uvedl: „Jenkinsová byla neobyčejně špatná, tak špatná, že to přispělo k docela dobrému divadelnímu večeru [...] Odpoutala se od původní hudby a se svým hlasem dělala intuitivní a instinktivní věci, ale strašně pokřiveným způsobem. Byla to nekončící hrůza. [...] Cole Porter se prý musel uhodit holí do nohy, aby se při jejím zpěvu nezačal smát nahlas. Tak byla špatná.“ Přesto si Porter její recitál jen zřídka nechal ujít.
Stále zůstává nevyjasněnou otázkou, zda si „lady Florence“ – jak si nechávala říkat a jak se i často podepisovala – byla vědoma reality, nebo upřímně věřila, že pěvecký talent má. Na jedné straně se s oblibou srovnávala s renomovanými sopranistkami Friedou Hempelovou či Luisou Tetrazzini a zdála se netečná k hojnému diváckému smíchu během svých představení. Její věrní přátelé se snažili maskovat smích jásotem a potleskem a její techniku často zvědavým tazatelům vysvětlovali „úmyslně nejednoznačnými“ výrazy, jako například: „její zpěv ve své vrcholné kvalitě připomíná nespoutaný útok velkého dravce“. Příznivé články a vstřícné recenze uveřejněné ve specializovaných hudebních periodicích, jako byl The Musical Courier, pravděpodobně psali její přátelé nebo ona sama. „Řekla bych, že si možná nebyla vědoma [svého špatného zpěvu],“ uvedla mezzosopranistka Marilyn Horne. „Nemůžeme slyšet sami sebe tak, jak nás slyší ostatní.“ Možná také měla fyzicky zhoršený sluch kvůli poškození nervů v důsledku syfilidy a její léčby.
Na druhou stranu Jenkinsová odmítala zpřístupnit svá představení široké veřejnosti a byla si jasně vědoma kritických hlasů. „Lidé mohou říkat, že neumím zpívat,“ poznamenala jednou příteli, „ale nikdo nikdy nemůže říci, že jsem nezpívala.“ Svého původního doprovodného pianistu Edwina McArthura propustila poté, co ho během představení přistihla, jak vysílá k publiku „chápavý úsměv“. Až do krajnosti omezovala přístup ke svým soukromým recitálům, které se konaly v jejím bytě, v malých klubech nebo každý říjen na výročním „Plesu stříbrných skřivánků“ Verdiho klubu v tanečním sále hotelu Ritz-Carlton. Publikum se omezovalo na loajální dámy z klubu a několik vybraných dalších, výhradně na osobní pozvání. Jenkinsová se o distribuci vstupenek starala sama a pečlivě vylučovala neznámé lidi, zejména hudební kritiky. „Neexistuje způsob, jak by to mohla nevědět,“ uvedl Schuman. „Nikdo není tak přehlíživý ... milovala reakci publika a milovala zpěv. Ale věděla.“
Navzdory jejím důsledným snahám nevystavovat svůj zpěv veřejnosti převažoval mezi současníky názor, že sebeklam Jenkinsové byl skutečný. „V té době začínal zpívat Frank Sinatra a při jeho tónech a vřískotu teenageři omdlévali,“ řekl McMoon v rozhovoru. „Takže si myslela, že má její produkce obdobný účinek.“ „Florence si nemyslela, že někoho tahá za nohu,“ uvedl operní historik Albert Innaurato. „Byla compos mentis (příčetná), ne šílená. Byla to velmi uspořádaná a komplexní osobnost.“ Jak později uvedl anonymní autor jejího nekrologu: „Její uši, přivyklé ustavičné introverzi, slyšely jen rozjasněné tóny, jaké nikdy nedolehly k jejímu publiku, aby utišily posměch.“

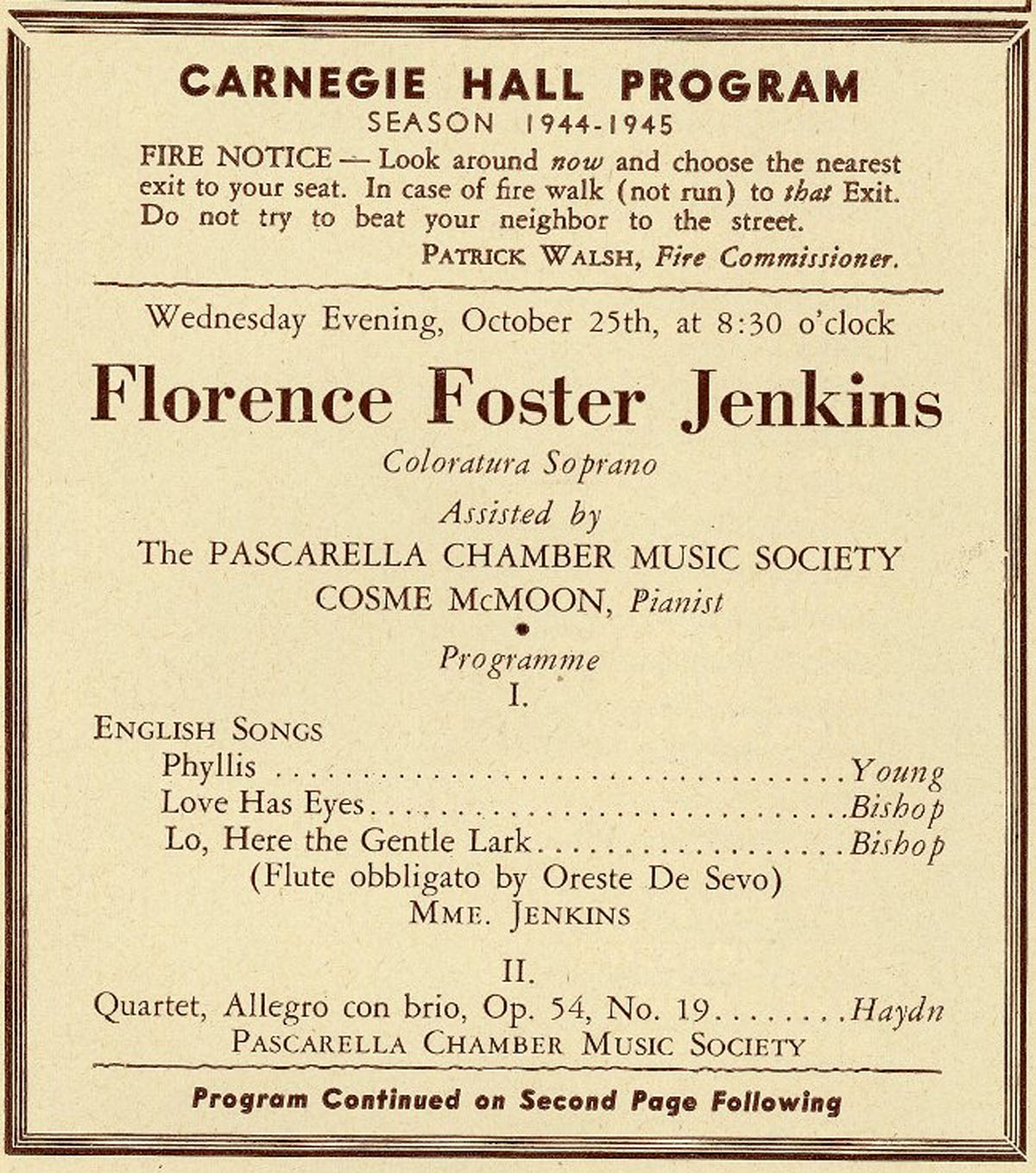
Program z vystoupení 25. října 1944

Její recitály obsahovaly árie ze standardního operního repertoáru Mozarta, Verdiho a Johanna Strausse, písně od Brahmse, Valverdeho španělský valčík „Clavelitos“ („Karafiátky“) nebo písně, které složila ona sama či McMoon. Stejně jako ve svých živých obrazech doplňovala svá pěvecká představení propracovanými kostýmy podle vlastních návrhů, často zahrnujícími křídla, třepení či květiny. Píseň „Clavelitos“ předvedla oděná jako Carmen, s kastanětami a proutěným košem plným květin, klapala při tom kastanětami a květy jeden po druhém odhazovala. Když jí došly květiny, odhodila také koš a nakonec i kastaněty. Její obdivovatelé s vědomím, že „Clavelitos“ byla její oblíbená píseň, se obvykle dožadovali přídavku, ona pak poslala McMoona do publika, aby posbíral květiny, košík a kastaněty a bylo možno píseň znovu předvést.
Když jednou při jízdě v taxi došlo ke srážce s jiným autem, Jenkinsová vykřikla vysokým hlasem. Po příjezdu domů ihned šla ke svému klavíru a ověřila si (alespoň domněle), že tón, kterým vykřikla, bylo legendární „f nad vysokým c“ – výška, jaké nikdy předtím nedosáhla. Přešťastná odmítla vznést obvinění proti kterémukoli účastníku autonehody a taxikáři dokonce poslala krabici drahých doutníků. McMoon ovšem uvedl, že ani on, „ani kdokoli jiný“ ji nikdy skutečně neslyšel zazpívat vysoké f.
Ve věku 76 let Jenkinsová konečně vyšla vstříc přání veřejnosti a na 25. října 1944 rezervovala Carnegie Hall pro své veřejně přístupné vystoupení. Vstupenky na akci byly vyprodány celé týdny předem; poptávka byla taková, že před vchodem koncertní síně s kapacitou 2 800 míst muselo být podle odhadů dalších 2 000 lidí odmítnuto. Zúčastnilo se ho mnoho známých osobností, včetně Portera, Marge Championové, Gian Carla Menottiho, Kitty Carlisle nebo Lily Ponsové s manželem Andre Kostelanetzem, který pro recitál složil píseň. McMoon si později vybavil „obzvláště pozoruhodný“ okamžik: „[Když zpívala] „Pokud vás moje silueta ještě nepřesvědčila / Moje postava jistě ano“ [z árie Adély v Netopýrovi], chytila se rukama za boky a začala se nakrucovat, což byla ta nejsměšnější věc, jakou jsem kdy viděl. A v mžiku vypukla vřava. Jednu slavnou herečku museli vynést z lóže, protože dostala hysterický záchvat.“
Protože si Jenkinsová tentokrát poprvé nemohla pohlídat distribuci vstupenek, nemohla už výsměch a kritiku udržet na uzdě. Podle Bayfielda byly noviny následujícího rána plné ostře kritických a sarkastických recenzí, které Jenkinsovou zdrtily. „[Paní Jenkinsová] má skvělý hlas,“ napsal kritik The New York Sun. „Umí zazpívat prakticky všechno kromě not... Většina jejího zpěvu beznadějně postrádala byť jen zdání intonace, ale čím dál byla nota z její správné výšky, tím více se publikum smálo a tleskalo.“ The New York Post byl ještě méně vlídný: „Lady Florence ... včera předvedla jednu z nejpodivnějších hromadných frašek, jaké kdy New York viděl.“
Jenkinsová pět dní po koncertě při nakupování v hudebninách G. Schirmera utrpěla infarkt a o měsíc později, 26. listopadu 1944, zemřela ve svém manhattanském sídle v hotelu Seymour. Byla pohřbena po boku svého otce ve Fosterově mauzoleu na hollenbackém hřbitově ve Wilkes-Barre v Pensylvánii.

### Možný vliv přetrvávajících zdravotních problémů
Některé interpretační obtíže Florence Foster Jenkinsové jsou přičítány neléčené syfilidě, která v pozdějších fázích způsobuje postupné zhoršování centrálního nervového systému. Poškození nervů a další postižení způsobená tímto onemocněním mohla být doprovázena toxickými vedlejšími účinky – jako je ztráta sluchu – rtuti a arsenu, které v době před příchodem antibiotik představovaly převládající (a do značné míry neúčinné) léky na syfilis. Když se ve 40. letech 20. století stal penicilin obecně dostupným, choroba už u Jenkinsové postoupila do terciárního stadia, na které antibiotika neúčinkují.

## Nahrávky

### Audio
Veškeré profesionální zvukové záznamy Jenkinsové představuje soubor devíti výběrových nahrávek na pěti 78otáčkových gramofonových deskách (Melotone Recording Studio, New York, 1941–1944), vydaných samotnou Jenkinsovou na vlastní náklady a prodaných jejím přátelům po 2,50 USD za kus. Soubor zahrnuje čtyři koloraturní árie z oper Mozarta, Delibese, Johanna Strausse mladšího a Féliciena Davida a dále pět uměleckých písní, z nichž dvě pro Jenkinsovou napsal její klavírní doprovod Cosmé McMoon. Sedm nahrávek vydala nahrávací společnost RCA Victor na 10palcové dlouhohrající desce v roce 1954 a znovu pak v roce 1962 na 12palcovém LP nazvaném The Glory (????) of Human Voice.
- Strana A

1. Mozart: „ Árie Královny noci“ z Kouzelné flétny (v angličtině)
2. Liadoff: „The Musical Snuff-Box“ (anglická verze od Adele Epsteinové)
3. McMoon: „Like a Bird“ (text: Jenkinsová)
4. Delibes: „Píseň zvonů“ z Lakmé (ve francouzštině)
5. David : "Charmant oiseau" (s flétnou a klavírem) z La perle du Brésil (ve francouzštině)
6. Bach/Pavlovič: „Biassy“ (podle preludia z Bachova Preludia a fugy g moll, BWV 861, text: Alexandr Puškin, v ruštině)
7. Johann Strauss mladší: „Mein Herr Marquis“ (Valčíková píseň Adély) z Netopýra (anglická verze od Lorraine Noël Finleyové)

- Strana B z Gounodova Fausta, Jenny Williamsová (soprán), Thomas Burns (klavír)

1. „Árie Valentina“ (Ere I leave my native land)
2. „Árie Markéty“ (O heavenly jewels)
3. „Kavatina Fausta“ (Emotions strange)
4. Závěrečný tercet (My heart is overcome with terror), zpívaný jako duet

Od té doby byl tento materiál znovu vydán v různých kombinacích na třech CD:
- The Glory (????) of the Human Voice (Sony Classical / RCA Victor Gold Seal,OCLC 968787814, 1992), reedice nahrávky z roku 1962 s přidanou McMoonovou písní „Serenata Mexicana“.
- Florence Foster Jenkins & Friends: Murder on the High Cs (Naxos Records,OCLC 873003955, 2003) obsahuje všech devět výběrů plus „Valse Caressante“ od McMoon.
- The Muse Surmounted: Florence Foster Jenkins and Eleven of Her Rivals (Homophone Records,OCLC 58399998, 2004) obsahuje jednu píseň od Jenkinsové „Valse Caressante“ a krátký rozhovor s McMoonem.

### Film
Jenkinsová si objednala natáčení svých vystoupení na každoroční slavnostní akci Verdiho klubu, „Plesu stříbrných skřivánků“, pořádané vždy v říjnu v hotelu Ritz-Carlton. Všechny záznamy byly považovány za ztracené, dokud se v roce 2009 neobjevily kopie filmů z let 1934 až 1939 a 1941. Donald Collup, historik Florence Jenkinsové, použil ukázky nahrávek z jejích představení ve svém dokumentu.

## V kultuře
- O životě Florence Foster Jenkinsové pojednává biografický snímek Božská Florence režiséra Stephena Frearse z roku 2016 (v hlavní roli s Meryl Streep)